# Oliver Miller
Pour les articles homonymes, voir Miller.
Oliver Miller, né le 6 avril 1970 à Fort Worth, au Texas, et mort le 12 mars 2025, est un joueur américain de basket-ball. Il évolue au poste de pivot et mesure 2,06 mètres.

## Biographie
Miller effectue sa carrière universitaire avec les Razorbacks de l'université de l'Arkansas. Il est sélectionné par les Suns de Phoenix à la 22e position lors de la draft 1992 de la NBA. Il joue pour diverses équipes de la NBA au cours de ses huit années de carrière, notamment les Suns (1992-1994, 1999-2000), les Pistons de Detroit (1994-1995), les Raptors de Toronto (1995-1996 et 1997-1998), les Mavericks de Dallas (1996-1997) et les Kings de Sacramento (1998-1999). Il signe avec les Pacers de l'Indiana avant la saison 2002-2003, mais est licencié avant le début de la saison régulière.
Miller est connu comme un pivot talentueux avec de bonnes compétences en matière de passe, avec une moyenne de 12,9 points, 7,4 rebonds, 2,9 passes décisives, 1,9 contre et 1,4 interception par match à son apogée (1995-1996). Cependant, il est également connu pour ses problèmes de poids. Au début de sa carrière, il pèse 270 livres (122 kg), mais dans les dernières années de sa carrière en NBA, il atteint 380 livres (172 kg), ce réduit sa mobilité et son endurance.
Après son passage en NBA, Miller part jouer à l'étranger, rejoignant Iraklio en Grèce pour la saison 1998-1999, avant de signer avec les Kings en février 1999 pour disputer 4 matchs. Il passe la saison suivante avec les Suns en jouant 51 matchs. Après cette saison, Miller rejoint les Harlem Globetrotters, puis Pruszków en Pologne et de nouveau les Globetrotters.
En décembre 2001, après un autre bref passage avec les Globetrotters, Miller est licencié pour avoir montré qu'il « n'avait aucune idée de ce qu'il fallait mentalement et physiquement pour être un Harlem Globetrotter ». En janvier 2002, il signe avec le club italien Roseto Sharks mais ne joue aucun match. Il rejoint ensuite la Continental Basketball Association avec les Steelheads de Gary de passer au Surf de Southern California de l’American Basketball Association et au Legend de Dodge City de l’USBL. Il retourne chez les Steelheads en octobre 2002 et est envoyé aux Wizards du Dakota en février 2003.
Au cours de la saison 2003-2004, Miller retourne en NBA, avec les Timberwolves du Minnesota. Il pèse 315 lb (145 kg) et joue en moyenne 10 minutes par match en tant que remplaçant.
Après un passage à Porto Rico, Miller retourne aux Wizards en octobre 2004 et joue aussi avec les Tycoon du Texas de l’ABA jusqu’en février 2005. Il joue ensuite en 2005 pour les RimRockers de l'Arkansas de l’ABA.
Après son passage à l'ABA, Miller est engagé par le Cavalry de Lawton-Fort Sill de la Premier Basketball League. Il signe son contrat le 15 mars 2010 et licencié en décembre.